# 원화유동성비율
원화유동성비율은 만기 3개월 이내에 상환해야 하는 부채나 예금에 대하여 즉시 지급할 수 있는 자금의 보유 정도를 나타내는 척도를 일컫는 말이다. 대한민국 금융감독원이 은행의 유동성 부족으로 인한 경영건전성 악화 방지를 위해, 1999년 1월부터 제정·운용하고 있는 있다. 계산식은 '잔존만기 3개월이내 유동성자산/잔존만기 3개월 이내 유동성부채'로, 2006년 6월 기준으로 일반은행의 원화 유동성 지도비율은 100% 이상이다.